# NGC 5009
NGC 5009 ist eine Balkenspiralgalaxie vom Hubble-Typ SBb im Sternbild Jagdhunde am Nordsternhimmel. Sie ist schätzungsweise 423 Millionen Lichtjahre von der Milchstraße entfernt und hat einen Durchmesser von etwa 135.000 Lj. 

Im selben Himmelsareal befindet sich u. a. die Galaxie NGC 4998.
Das Objekt wurde am  26. April 1789 von Wilhelm Herschel mit einem 18,7-Zoll-Spiegelteleskop entdeckt, der sie dabei mit „2 vS stars at less than 1′ distance, with vF nebulosity between them“ beschrieb.